# Leonídasz Ciklitírasz
Leonídasz Ciklitírasz (görögül: Λεωνίδας Τσικλητήρας; ?–?) görög olimpikon, tornász.
Az 1896. évi nyári olimpiai játékokon indult tornában, a nyújtógyakorlatban. Nem nyert érmet.